# Zimiromus jamaicensis
Zimiromus jamaicensis är en spindelart som beskrevs av Norman I. Platnick och Mohammad U. Shadab 1976. Zimiromus jamaicensis ingår i släktet Zimiromus och familjen plattbuksspindlar.
Artens utbredningsområde är Jamaica. Inga underarter finns listade i Catalogue of Life.